# Comté de Wayne (Kentucky)
Pour les articles homonymes, voir Comté de Wayne.
Le comté de Wayne est un comté de l'État du Kentucky, aux États-Unis. Son siège se situe à Monticello.

## Histoire
Le comté est fondé le 3 décembre 1800, à la suite de la partition des comtés de Pulaski et Cumberland. Le comté est nommé d'après le général Anthony Wayne.